# チャンス・シスコ
チャンス・トーマス・レオ・シスコ（Chance Thomas Leo Sisco, 1995年2月24日 - ）は、アメリカ合衆国カリフォルニア州コロナ出身のプロ野球選手（捕手）。右投左打。現在は、フリーエージェント（FA）。

## 経歴

### プロ入りとオリオールズ時代
2013年のMLBドラフト2巡目（全体61位）でボルチモア・オリオールズから指名されプロ入り。契約後、傘下のルーキー級ガルフ・コーストリーグ・オリオールズでプロデビュー。A-級アバディーン・アイアンバーズでもプレーし、2球団合計で33試合に出場して打率.363、1本塁打、11打点、1盗塁を記録した。
2014年はA級デルマーバ・ショアバーズでプレーし、113試合に出場して打率.340、5本塁打、63打点、1盗塁を記録した。
2015年はA+級フレデリック・キーズとAA級ボウイ・ベイソックスでプレーし、2球団合計で95試合に出場して打率.297、6本塁打、34打点、8盗塁を記録した。オフにはアリゾナ・フォールリーグに参加し、ピオリア・ハベリーナズに所属した。
2016年はAA級ボウイとAAA級ノーフォーク・タイズでプレーし、2球団合計で116試合に出場して打率.317、6本塁打、51打点、2盗塁を記録した。この年はオールスター・フューチャーズゲームにも選出された。
2017年は開幕からAAA級ノーフォークでプレーし、97試合に出場して打率.267、7本塁打、47打点、2盗塁を記録した。また、6月28日にオールスター・フューチャーズゲームのアメリカ合衆国選抜に選出された。ロースター拡大後の9月1日にメジャー契約を結んでアクティブ・ロースター入りし、翌2日のトロント・ブルージェイズ戦でメジャーデビュー。14日のニューヨーク・ヤンキース戦ではメジャー初安打と初本塁打を放った。
2018年はスプリング・トレーニング中のプレシーズン・ゲームで打率.419と好成績を残し、開幕ロースターに残る。ケイレブ・ジョセフの控え捕手として期待されていた。しかし47試合で打率.218、出塁率.340、長打率.329と結果を残せず、AAA級ノーフォークに降格となった。結局シーズン打率は.181で終えた。
2019年は59試合に出場して打率.210、8本塁打、20打点を記録した。
2020年は36試合に出場して打率.214、4本塁打、10打点を記録した。
2021年6月18日にDFAとなった。

### メッツ時代
2021年6月26日にウェイバー公示を経てニューヨーク・メッツへ移籍した。9月28日にDFAとなり、10月5日にFAとなった。

### マリナーズ傘下時代
2022年3月16日にシアトル・マリナーズとマイナー契約を結び、スプリング・トレーニングに招待選手として参加したが、メジャー契約の切符を掴むことはできず、4月2日に自由契約となった。

### ツインズ傘下時代
2022年4月4日にミネソタ・ツインズとマイナー契約を結んだ。AAA級セントポール・セインツで10試合に出場し、打率.194、1本塁打、3打点という成績だった。オフの11月10日にFAとなった。
2023年1月11日にツインズとマイナー契約で再契約したが、3月24日に自由契約となった。

### メキシカンリーグ時代
2023年4月4日にメキシカンリーグのモンクローバ・スティーラーズと契約した。3試合に出場して8打数0安打に終わり、4月26日に自由契約となった

### 独立リーグ時代
2023年5月9日にアトランティックリーグのロングアイランド・ダックスと契約を結んだ。
2024年3月19日に再契約を結んで、同チームに残留した。

### カージナルス傘下時代
2024年8月30日にセントルイス・カージナルスとマイナー契約を結び、同日中にAAA級メンフィス・レッドバーズに配属された。
2025年シーズン開幕前のスプリングトレーニングに招待選手として参加していたが、9打数無安打とアピールに失敗して同年3月19日に自由契約となった。

## プレースタイル
打撃はマイナー通算打率.323、出塁率.402を記録している（2016年シーズン終了現在）。一方、守備は肩こそ弱くないものの、全体的に評価が低い。

## 詳細情報

### 年度別打撃成績
| 年 度    | 球 団    | 試 合 | 打 席 | 打 数 | 得 点 | 安 打 | 二 塁 打 | 三 塁 打 | 本 塁 打 | 塁 打 | 打 点 | 盗 塁 | 盗 塁 死 | 犠 打 | 犠 飛 | 四 球 | 敬 遠 | 死 球 | 三 振 | 併 殺 打 | 打 率 | 出 塁 率 | 長 打 率 | O P S |
| -------- | -------- | ----- | ----- | ----- | ----- | ----- | -------- | -------- | -------- | ----- | ----- | ----- | -------- | ----- | ----- | ----- | ----- | ----- | ----- | -------- | ----- | -------- | -------- | ----- |
| 2017     | BAL      | 10    | 22    | 18    | 3     | 6     | 2        | 0        | 2        | 14    | 4     | 0     | 0        | 0     | 0     | 3     | 0     | 1     | 7     | 0        | .333  | .455     | .778     | 1.232 |
| 2018     | BAL      | 63    | 184   | 160   | 13    | 29    | 8        | 0        | 2        | 43    | 16    | 1     | 0        | 0     | 0     | 13    | 0     | 11    | 66    | 2        | .181  | .288     | .269     | .557  |
| 2019     | BAL      | 59    | 198   | 167   | 29    | 35    | 7        | 0        | 8        | 66    | 20    | 0     | 1        | 0     | 0     | 22    | 0     | 9     | 61    | 5        | .210  | .333     | .395     | .729  |
| 2020     | BAL      | 36    | 121   | 98    | 11    | 21    | 4        | 0        | 4        | 37    | 10    | 0     | 0        | 0     | 0     | 17    | 0     | 6     | 41    | 4        | .214  | .364     | .378     | .741  |
| 2021     | BAL      | 23    | 73    | 65    | 4     | 10    | 2        | 0        | 0        | 12    | 3     | 0     | 0        | 0     | 0     | 6     | 0     | 2     | 18    | 0        | .154  | .247     | .185     | .432  |
| 2021     | NYM      | 5     | 10    | 9     | 1     | 1     | 1        | 0        | 0        | 2     | 1     | 0     | 0        | 0     | 0     | 1     | 0     | 0     | 3     | 1        | .111  | .200     | .222     | .422  |
| '21計    | NYM      | 28    | 83    | 74    | 5     | 11    | 3        | 0        | 0        | 14    | 4     | 0     | 0        | 0     | 0     | 7     | 0     | 2     | 21    | 1        | .149  | .241     | .189     | .430  |
| MLB：5年 | MLB：5年 | 196   | 608   | 517   | 61    | 102   | 24       | 0        | 16       | 174   | 54    | 1     | 1        | 0     | 0     | 62    | 0     | 29    | 196   | 12       | .197  | .317     | .337     | .654  |

- 2024年度シーズン終了時

### 年度別守備成績
| 年 度 | 球 団 | 捕手（C） | 捕手（C） | 捕手（C） | 捕手（C） | 捕手（C） | 捕手（C） | 捕手（C） | 捕手（C） | 捕手（C） | 捕手（C） | 捕手（C） | 一塁（1B） | 一塁（1B） | 一塁（1B） | 一塁（1B） | 一塁（1B） | 一塁（1B） |
| 年 度 | 球 団 | 試 合     | 刺 殺     | 補 殺     | 失 策     | 併 殺     | 守 備 率  | 捕 逸     | 企 図 数  | 許 盗 塁  | 盗 塁 刺  | 阻 止 率  | 試 合      | 刺 殺      | 補 殺      | 失 策      | 併 殺      | 守 備 率   |
| ----- | ----- | --------- | --------- | --------- | --------- | --------- | --------- | --------- | --------- | --------- | --------- | --------- | ---------- | ---------- | ---------- | ---------- | ---------- | ---------- |
| 2017  | BAL   | 10        | 37        | 1         | 0         | 0         | 1.000     | 1         | 5         | 5         | 0         | 1.000     | -          | -          | -          | -          | -          | -          |
| 2018  | BAL   | 55        | 236       | 26        | 1         | 5         | .997      | 1         | 42        | 29        | 13        | .310      | -          | -          | -          | -          | -          | -          |
| 2019  | BAL   | 52        | 332       | 7         | 6         | 0         | .983      | 1         | 30        | 25        | 5         | .167      | 1          | 0          | 0          | 0          | 0          | .---       |
| 2020  | BAL   | 26        | 172       | 6         | 2         | 0         | .989      | 0         | 16        | 13        | 3         | .190      | -          | -          | -          | -          | -          | -          |
| MLB   | MLB   | 143       | 877       | 40        | 9         | 5         | .990      | 3         | 93        | 72        | 21        | .114      | 1          | 0          | 0          | 0          | 0          | .---       |

- 2020年度シーズン終了時

### 記録
MiLB
- オールスター・フューチャーズゲーム選出：2回（2016年、2017年）

### 背番号
- 15（2017年 - 2021年6月17日）
- 77（2021年8月18日 - 同年9月27日）